# یواس‌اس کراتان (سی‌وی‌یی-۲۵)
یواس‌اس کراتان (سی‌وی‌یی-۲۵) (به انگلیسی: USS Croatan (CVE-25)) یک کشتی بود که طول آن ۴۹۵ فوت ۸ اینچ (۱۵۱٫۰۸ متر) بود. این کشتی در سال ۱۹۴۲ ساخته شد.